# 고강도 훈련
고강도 훈련(高強度訓練, 영어: high-intensity training, HIT)은  20세트씩 하던 운동을 1~3세트만으로 짧고 굵게 하고 끝내는 훈련법이다.

## 같이 보기
- 근비대
- 점진적 과부하
- 피지컬 피트니스
- 피트니스 센터
- 피트니스 모델